# Liste der Europastraßen vor 1975
Der Verlauf von Europastraßen basiert auf der Declaration on the Construction of Main International Traffic Arteries vom 16. September 1950. Diese wurde am 15. November 1975 durch das European Agreement on Main International Traffic Arteries (AGR) ersetzt, wodurch sich auch das Europastraßennetz grundlegend geändert hat. Vereinzelt findet man noch Verweise auf die historischen Verläufe und Nummern.
Dieses Liste umfasst die Europastraßen von 1950 bis 1975.

## Liste der historischen Europastraßen

### Hauptverbindungen
Die Hauptverbindungen tragen die Nummern 1 bis 26.
| Nummer | Startpunkt   | Verlauf | Endpunkt                 |
| ------ | ------------ | --- | ------------------------ |
| E1     | London       | – Southampton – Le Havre – Paris – Lyon – Nizza – Ventimiglia – Genua – La Spezia – Pisa – Livorno – Rom – Neapel – Salerno – Reggio di Calabria – Messina – | Palermo                  |
| E2     | London       | – Dover – Calais – Reims – Dijon – Dole – Lausanne – Simplon – Mailand – Parma – Modena – Bologna – Ancona – Foggia – Bari – | Brindisi                 |
| E3     | Lissabon     | – Salamanca – San Sebastián – Bordeaux – Paris – Lille – Gent – Antwerpen – Eindhoven – Venlo – Oberhausen – Bielefeld – Hannover – Hamburg – Flensburg – Kolding – Frederikshavn – Göteborg – Arboga – | Stockholm                |
| E4     | Lissabon     | – Elvas – Mèrida – Madrid – Saragossa – Barcelona – Nîmes – Chambéry – Genf – Lausanne – Bern – Basel – Karlsruhe – Frankfurt (Main) – Kassel – Göttingen – Hannover – Hamburg – Lübeck – Fehmarn – Vordingborg – Kopenhagen – Helsingör – Helsingborg – Jönköping – Stockholm – Uppsala – Sundsvall – Umea – Tornio – Lahti – | Helsinki                 |
| E5     | London       | – Dover – Calais – Gent – Brüssel – Lüttich – Köln – Frankfurt (Main) – Würzburg – Nürnberg – Passau – Linz – Melk – Wien – Nickelsdorf – Győr – Budapest – Szeged – Belgrad – Djevdjelija – Thessaloniki – Alexandroupolis – Peplos – Ipsala – Silivri – Istanbul – İzmit – Bolu – Ankara – Aksaray – Adana – İskenderun –    | Grenze TR/Syrien         |
| E6     | Rom          | – Florenz – Bologna – Modena – Verona – Trient – Brenner – Innsbruck – Griesen – München – Nürnberg – Hof – Leipzig – Berlin – Stralsund – Sassnitz – Trelleborg – Malmö – Helsingborg – Göteborg – Svinesund – Oslo – Hamar – Otta – Trondheim –                                                                              | Stjördal                 |
| E7     | Rom          | – Perugia – Forlì – Bologna – Ferrara – Padua – Mestre – Cervignano – Udine – Villach – Bruck an der Mur – Wien – Brno – Cesky Tesin – Krakau – | Warschau                 |
| E8     | London       | – Harwich – Hoek von Holland – Den Haag – Utrecht – Osnabrück – Hannover – Magdeburg – Berlin – Posen – Krośniewice – Warschau – | Grenze PL/UdSSR          |
| E9     | Amsterdam    | – Maastricht – Lüttich – Arlon – Luxemburg – Metz – Straßburg – Mülhausen – Basel – Olten – Luzern – Andermatt – (Gotthard) – Lugano – Chiasso – Como – Mailand – Tortona – | Genua                    |
| E10    | Paris        | – Cambrai – Brüssel – Antwerpen – Rotterdam – Den Haag – | Amsterdam                |
| E11    | Paris        | – Saint-Dizier – Nancy – Straßburg – Karlsruhe – Stuttgart – München – | Salzburg                 |
| E12    | Paris        | – Metz – Saarbrücken – Mannheim – Nürnberg – Pilsen – Prag – Náchod – Kłodzko – Łódź – Warschau – Białystok – | Moskau/Leningrad (UdSSR) |
| E13    | Lyon         | – Modena – Turin – Mailand – Brescia – Verona – Padua – | Venedig                  |
| E14    | Triest       | – Ronchi – Udine – Villach – Salzburg – Linz – Tábor – Prag – Jablonec – | Stettin                  |
| E15    | Hamburg      | – Berlin – Dresden – Zinnwald – Prag – Brünn – Břeclav – Bratislava – | Budapest                 |
| E16    | Bratislava   | – Český Těšín – Katowice – Łódź – Danzig – | Gdynia                   |
| E17    | Chagny       | – Dijon – Basel – Zürich – Winterthur – St. Gallen – St. Margarethen – Innsbruck – Wörgl – | Salzburg                 |
| E18    | Stavanger    | – Kristiansand – Larvik – Oslo – Karlstad – Arboga – Köping – | Stockholm                |
| E19    | Grenze AL/GR | – Ioannina – Arta – Agrinio – Antirion – Rion – | Korinth                  |
| E20    | Koritza      | – Vari – Edessa – Thessaloniki – | Sofia                    |
| E21    | Aosta        | – Turin – | Savona                   |
| E21a   | Martigny     | – Grosser St. Bernhard – | Aosta                    |
| E21b   | Genf         | – Bonneville – Mont-Blanc – | Aosta                    |
| E22    | Berlin       | – Breslau – Opole – Bytom – Krakau – Rzeszów – Przemyśl – | Grenze PL/UdSSR          |
| E23    | Ankara       | – Kirsehir – Kayseri – Sivas – Erzincan – Erzurum – Agri – | Grenze TR/Iran           |
| E24    | Kömürler     | – Gaziantep – Urfa – Mardin – Cizre – Hakkari – Bajerge – | Grenze TR/Iran           |
| E25    | Burgos       | – Madrid – Bailén – Sevilla – Cádiz – | Algecires                |
| E26    | Barcelona    | – Tarragona – Castellón de la Plana – Valencia – Granada – Málaga – | Algeciras                |

### Äste und Verbindungsstrecken
Verbindungsstraßen tragen die Nummern 31 bis 106.
| Nummer | Startpunkt          | Verlauf | Endpunkt          |
| ------ | ------------------- | --- | ----------------- |
| E31    | London              | – St. Albans – Northampton – Doncaster – Scotch-Corner – Carlisle – Abington –                                       | Glasgow           |
| E32    | Abington            | | Edinburgh         |
| E33    | Northampton         | – Coventry – Cannock – Warrington –                                                                                  | Liverpool         |
| E34    | Amsterdam           | – Cannock – Shrewsbury – Corwen –                                                                                    | Holyhead          |
| E35    | Amsterdam           | – Amersfoort – Zwolle – Groningen – Winschoten – Oldenburg –                                                         | Hamburg           |
| E36    | Hoek van Holland    | – Rotterdam – Gouda – Utrecht – Arnhem – Oberhausen –                                                                | Köln              |
| E37    | Breda               | – Gorinchem – | Utrecht           |
| E38    | Breda               | | Eindhoven         |
| E39    | Antwerpen           | – Heerlen – | Aachen            |
| E40    | Brüssel             | – Namur – | Bastogne          |
| E41    | Calais              | – Valenciennes – Mons – Charleroi – Namur –                                                                          | Lüttich           |
| E42    | Phalsbourg          | – Sarreguemines – Saarbrücken – Luxemburg – Echternach – Bitburg – Prüm – Euskirchen –                               | Köln              |
| E43    | Avallon             | | Dijon             |
| E44    | Belfort             | | Mülhausen         |
| E45    | Dole                | – La Curs – La Faucille – Gex –                                                                                      | Genf              |
| E46    | Lyon                | – Amberieu – | Genf              |
| E47    | Aix-en-Provence     | | Marseille         |
| E48    | Nîmes               | | Marseille         |
| E49    | Bordeaux            | – Toulouse – | Narbonne          |
| E50    | Coimbra             | – Porto – Vigo – A Coruña – Oviedo – Santander – Bilbao –                                                            | San Sebastián     |
| E51    | Albergaria e Velba  | – Vizeu – | Celorico da Beira |
| E52    | Vila Franca de Xica | – Pegões – Beja – Vila Verde de Ficalho – Rosal de la Frontera –                                                     | Sevilla           |
| E53    | Turin               | – Asti – Alessandria –                                                                                               | Tortona           |
| E54    | Canteggio           | | Piacenza          |
| E55    | Pisa                | – Migliarino – | Pistoia           |
| E56    | Ponte-Garigliano    | – Caserta – | Foggia            |
| E57    | Neapel              | | Arienzo           |
| E58    | Bari                | | Tarent            |
| E59    | Messina             | | Syrakus           |
| E60    | Arth                | | Zürich            |
| E61    | Bellinzona          | – San Bernardino – Chur – St. Margrethen – Bregenz – Lindau –                                                        | München           |
| E62    | Hof                 | – Karl-Marx-Stadt – Leipzig – Halle –                                                                                | Magdeburg         |
| E63    | Hamm                | – Kassel – Herleshausen – Erfurt – Karl-Marx-Stadt –                                                                 | Dresden           |
| E64    | Berlin              | – Neubrandenburg – Rostock – Warnemünde – Gedser – Nyköbing – Vordingborg –                                          | Kopenhagen        |
| E65    | Lübeck              | – Rostock – | Stralsund         |
| E66    | Esbjerg             | – Kolding – Middelfart – Nyborg – Korsör – Kopenhagen –                                                              | Malmö             |
| E67    | Vejle               | | Middelfart        |
| E68    | Bergen              | – Gudvangen – Laerdalsöyra – Nystua – Fagernes –                                                                     | Oslo              |
| E69    | Ålesund             | – Åndalsnes – | Dombås            |
| E70    | Winterthur          | – Schaffhausen – Donaueschingen – Tübingen – Stuttgart – Heilbronn – Schwäbisch Hall – Würzburg – Fulda – Hersfeld – | Herleshausen      |
| E71    | Hannover            | – Bremen – | Bremerhaven       |
| E72    | Oldenzaal           | – Lingen – | Bremen            |
| E73    | Köln                | | Hamm              |
| E74    | Berlin              | | Stettin           |
| E75    | Stjördal            | – Storlien – Östersund –                                                                                             | Sundvall          |
| E77    | Feldkirch           | | Buchs             |
| E78    | Tornio              | | Kilpisjärvi       |
| E79    | Vaasa               | – Tampere – | Helsinki          |
| E80    | Turku               | – Helsinki – Lappeenranta –                                                                                          | Imstra            |
| E81    | Danzig              | – Elbląg – Ostróda – Mława – Warschau – Lublin –                                                                     | Grenze PL/UdSSR   |
| E82    | Piotrkow            | | Warschau          |
| E83    | Jelenia Gora        | – Breslau – Posen – Świecie –                                                                                        | Grudziądz         |
| E84    | Prag                | – Jihlava – Znojmo –                                                                                                 | Wien              |
| E85    | Olmütz              | – Žilina – Prešov – Košice –                                                                                         | Grenze SK/UdSSR   |
| E86    | Wörgl               | | Rosenheim         |
| E87    | Ioannina            | – Trikkala – Larissa –                                                                                               | Volos             |
| E88    | Ioannina            | | Preveza           |
| E89    | Rion                | | Patras            |
| E90    | Vevi                | | Kozani            |
| E91    | Cervignano          | | Ronchi            |
| E92    | Thessaloniki        | – Aghios Athanasios – Verria – Kozani – Larissa – Lamia – Athinai – Korinthos – Argos –                              | Kalamai           |
| E93    | Bruck an der Mur    | – Graz – Spielfeld – Sentilj – Maribor –                                                                             | Ljubljana         |
| E94    | Klagenfurt          | – Loibltunnel – Ljubljana – Zagreb – Belgrad – Bela Crkva –                                                          | Grenze YU/RO      |
| E95    | Nis                 | – Dimitrovgrad – | Grenze YU/BG      |
| E96    | Rijeka              | – Zagreb – Čakovec – Donja Lendava –                                                                                 | Grenze YU/HU      |
| E97    | Grenze BG/TK        | – Edirne – Büyükkaristiran –                                                                                         | Silivri           |
| E98    | Kamerhisar          | – Nigde – | Kayseri           |
| E99    | Toprakkale          | – Maras – Malatya – Elazığ – Tunceli –                                                                               | Selepür           |
| E100   | Trabzon             | – Gümüshane – Askale –                                                                                               | Karabiyik         |
| E101   | Madrid              | | Valencia          |
| E102   | Badajoz             | | Sevilla           |
| E103   | Bailén              | – Granada – Motril –                                                                                                 | Málaga            |
| E104   | Izmir               | – Canakkale – | Kesan             |
| E105   | İzmit               | – Bursa – Balfkasir –                                                                                                | Izmir             |
| E106   | Ioannina            | | Igoumenitsa       |